# Răchitiș, Harghita
Răchitiș (în maghiară Rakottyás) este un sat în comuna Bilbor din județul Harghita, Transilvania, România.

 Acest articol despre o localitate din județul Harghita este deocamdată un ciot. Puteți ajuta Wikipedia prin completarea lui.